# Carpatolechia
Carpatolechia är ett släkte av fjärilar som beskrevs av Iosif Căpușe 1964. Carpatolechia ingår i familjen s tävmalar,Gelechiidae.

## Dottertaxa tillCarpatolechia, i alfabetisk ordning[1][2]
- Carpatolechia alburnella (Zeller, 1839), Vit björkkantmal
- Carpatolechia bradleyi (Park, 1992)
- Carpatolechia daehania (Park, 1993)
- Carpatolechia decorella (Haworth, 1812), Mångformig ekkantmal
- Carpatolechia deogyusanae (Park, 1992)
- Carpatolechia digitilobella (Park, 1992)
- Carpatolechia epomidella (Tengström, 1869), Skvattramkantmal
- Carpatolechia filipjevi (Lvovsky & Piskunov, 1993)
- Carpatolechia flavipunctatella (Park, 1992)
- Carpatolechia fugacella (Zeller, 1839), Bredvingad almkantmal
- Carpatolechia fugitivella (Zeller, 1839), Föränderlig almkantmal
  - Carpatolechia fugitivella deserta (Emelyanov)
- Carpatolechia fuscoalata (M.M. Omelko & N.V. Omelko, 1993)
- Carpatolechia intermediella Huemer & Karsholt, 1999
- Carpatolechia longivalvella (Park, 1992)
- Carpatolechia minor (Kasy, 1979)
- Carpatolechia nephomicta (Meyrick, 1932)
- Carpatolechia nigricantis (M.M. Omelko & N.V. Omelko, 1993)
- Carpatolechia nigrifasciata (Park, 1992)
- Carpatolechia notatella (Hübner, [1813]), Videkantmal
- Carpatolechia proximella (Hübner, 1796), Grå björkkantmal
- Carpatolechia quercicola (Park, 1992)
- Carpatolechia soyangae (Park, 1992)
- Carpatolechia yangyangensis (Park, 1992)

## Bildgalleri

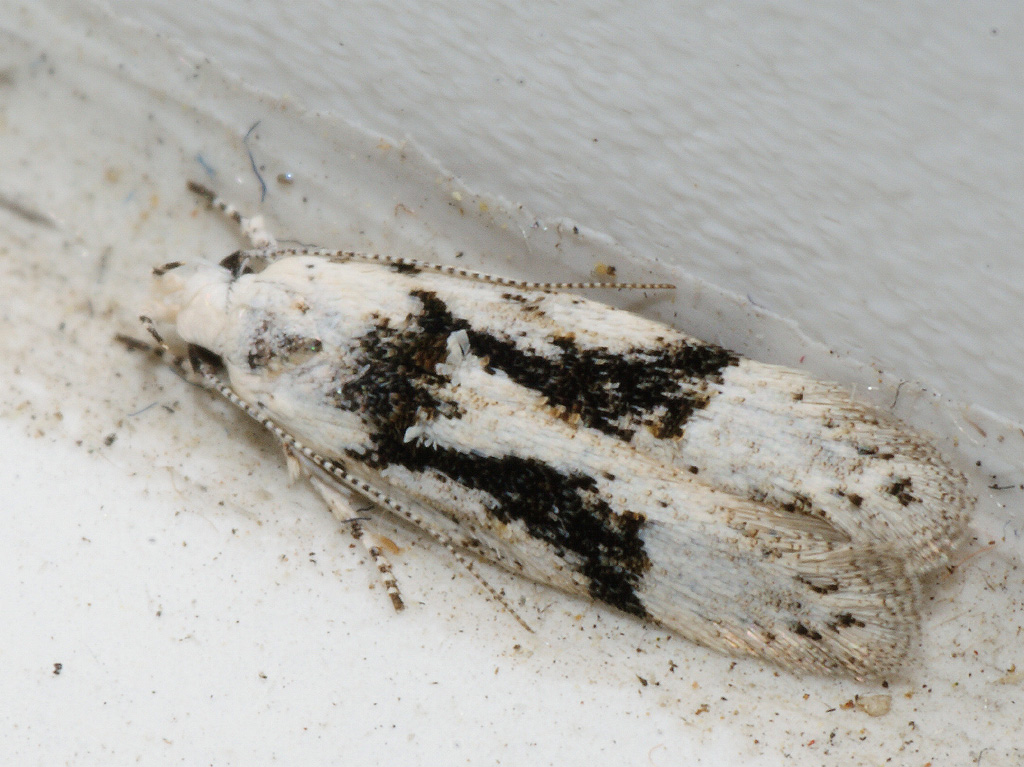
Vit björkkantmal, Carpatolechia alburnella
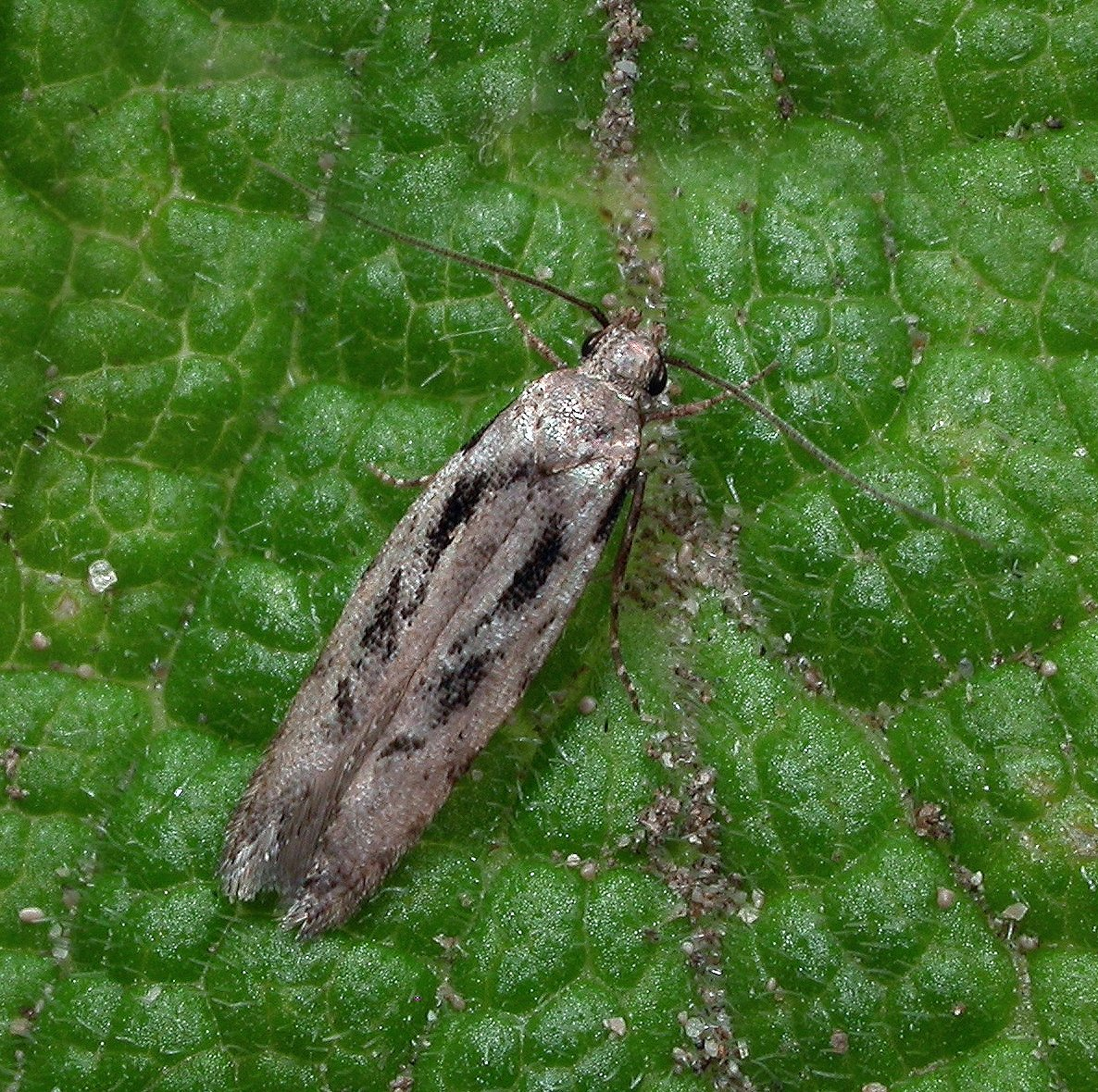
Mångformig ekkantmal, Carpatolechia decorella
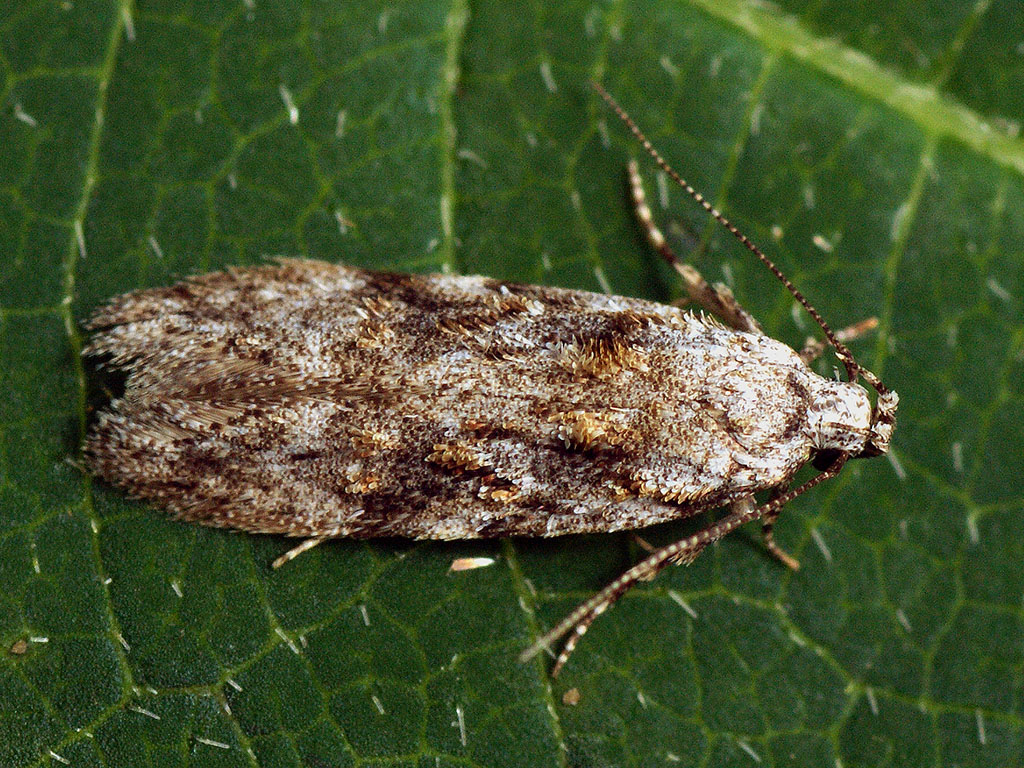
Föränderlig almkantmal, Carpatolechia fugitivella
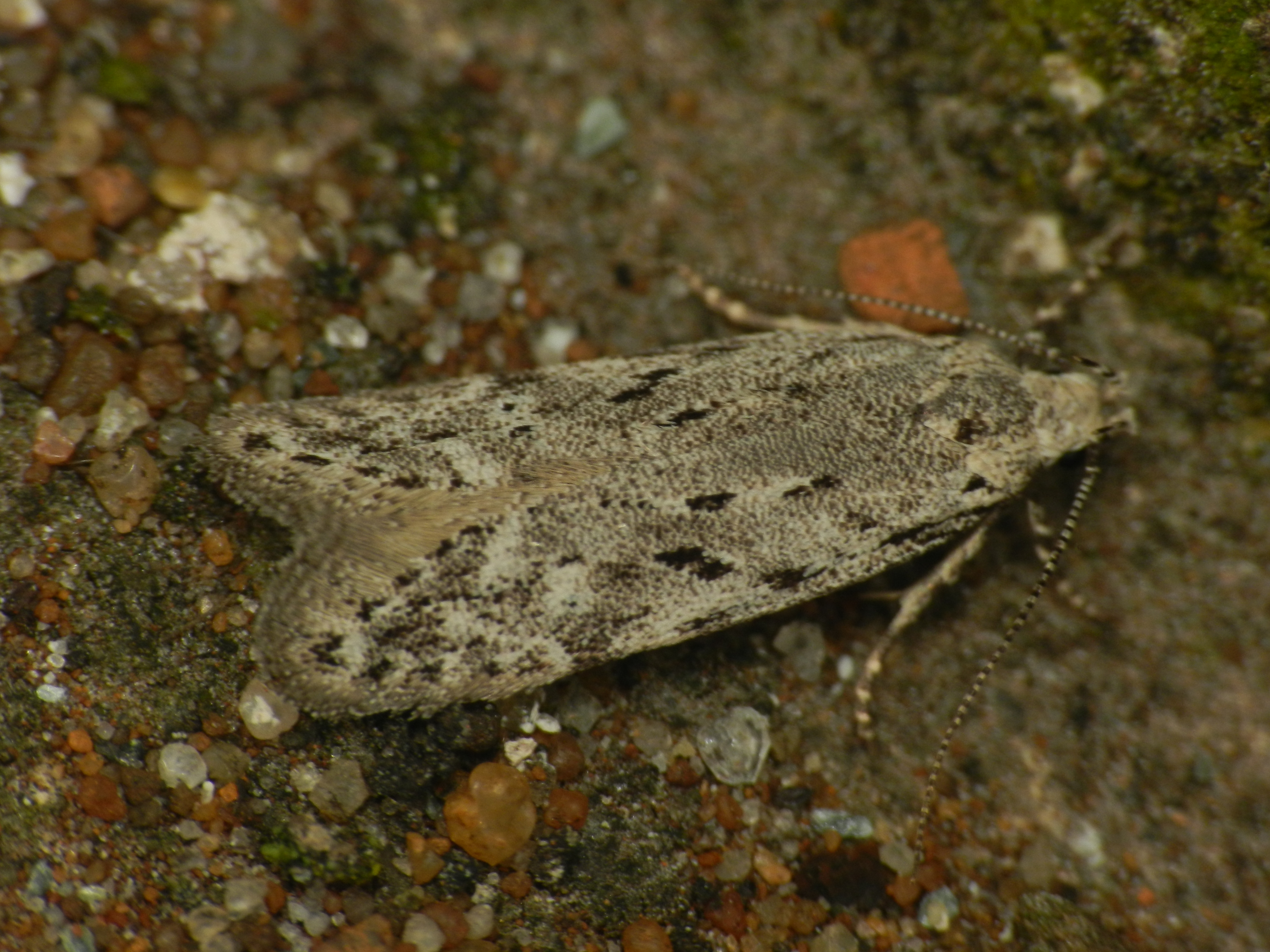
Videkantmal, Carpatolechia notatella
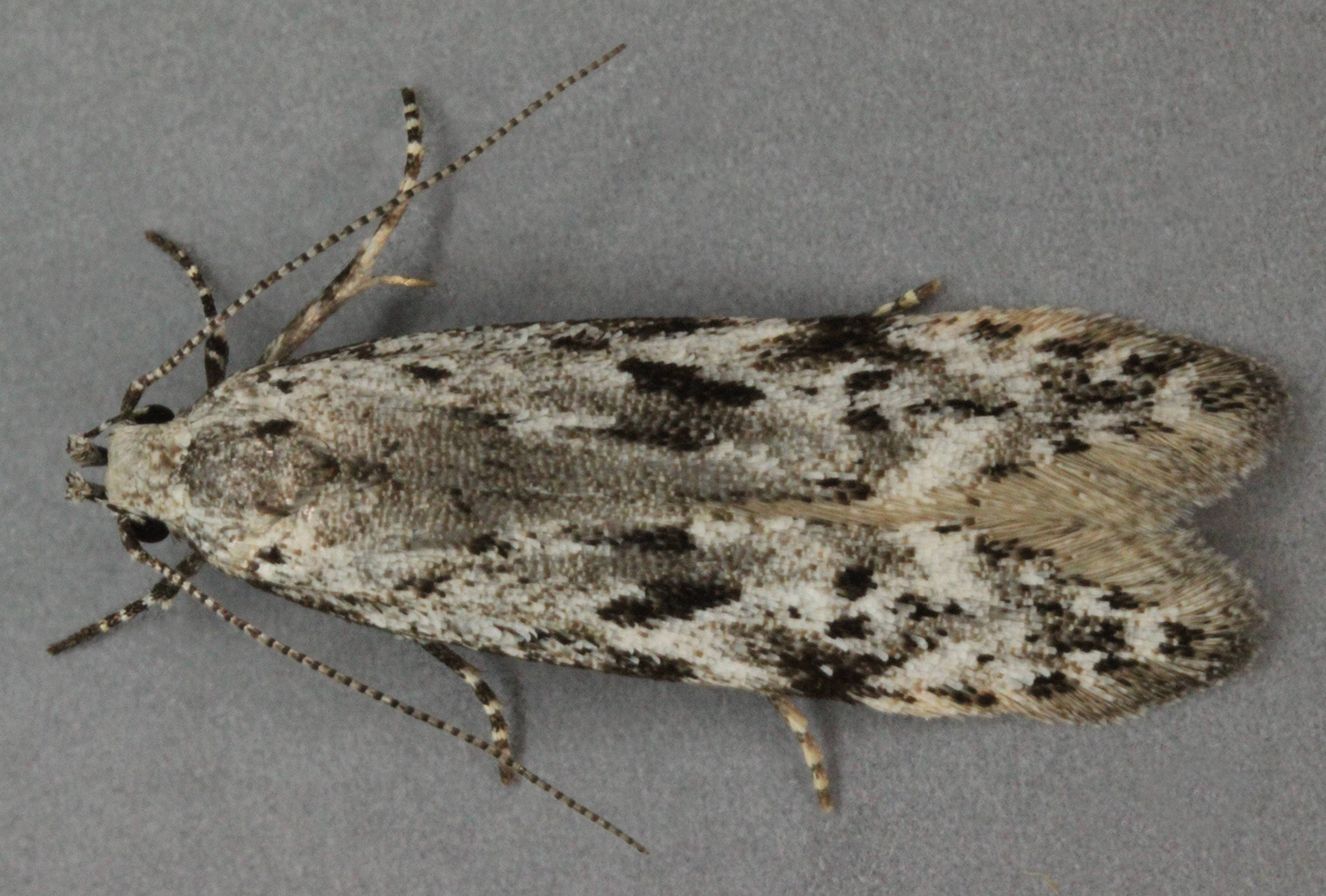
Grå björkkantmal, Carpatolechia proximella